# Ignazio Masotti
Ignazio Masotti (Forlì, 16 de enero de 1817-Roma, 31 de octubre de 1888) fue un cardenal italiano de la Iglesia católica.

## Biografía
Nació el 16 de enero de 1817. Después de ser ordenado como sacerdote, empezó a trabajar en la curia Romana. Fue secretario de la Congregación para la Propagación de la Fe desde 1879, secretario de la Congregación de los Obispos y las órdenes religiosas desde 1882. En ese mismo año fue ordenado como el prefecto de la congregación para los Obispos, la congregación para los Religiosos y de la monástica disciplina. El Papa León XIII lo elevó al cardenalato en noviembre de 1884 con el título de cardenal diácono de San Cesareo en Palatio. Falleció en 1888 y fue enterrado en el cementerio de Campo Verano de Roma.